# Trichotosia teysmannii
Trichotosia teysmannii är en orkidéart som först beskrevs av Johannes Jacobus Smith, och fick sitt nu gällande namn av Friedrich Fritz Wilhelm Ludwig Kraenzlin. Trichotosia teysmannii ingår i släktet Trichotosia och familjen orkidéer. Inga underarter finns listade i Catalogue of Life.